# Dreams of Dying Stars
Dreams of Dying Stars ist ein seit 2002 aktives Solo-Projekt von Stijn van Cauter, dessen Musik dem Post-Industrial-Subgenre Dark Ambient zugerechnet wird.

## Geschichte

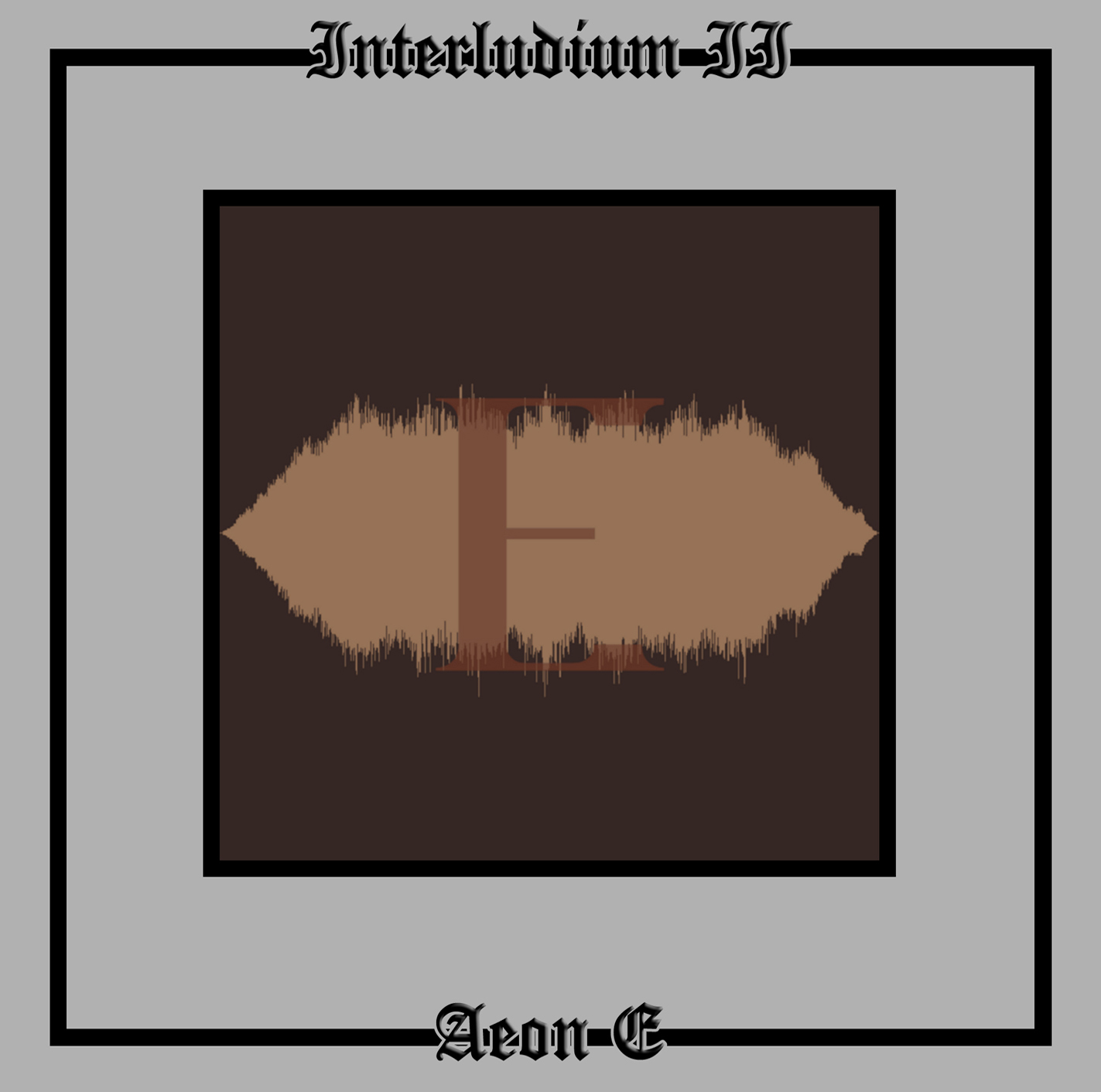
Cover des Ein-Noten-Albums Aeon E

Stijn van Cauter initiierte Dreams of Dying Stars als Soloprojekt. Es gilt als eines diverser Nebenprojekte zu van Cauters Hauptband Until Death Overtakes Me. Als Dreams of Dying Stars erschienen zwischen den Jahren 2003 und 2007 vier Studioalben über van Cauters eigenes Label Nulll Records. Rezeption der Veröffentlichung blieb weitestgehend aus. Im Jahr 2011 stellte van Cauter die Produktion weiterer Musik vorübergehend ein. Obwohl er seit 2016 unterschiedliche Projekte reaktivierte blieb eine Wiederaufnahme der Aktivität mit Dreams of Dying Stars aus. Van Cauter präsentierte die Musik unter anderem über Bandcamp und seine Homepage zum kostenfreien Musikdownload.

## Stil
Die von Dreams of Dying Stars gespielte Musik wird dem Dark Ambient zugerechnet. Van Cauter beschreibt die Musik als Hybrid aus Dark Ambient und Dark Wave, der im Ergebnis lange, schwerfällige und waveige Stücke mit kosmischer Atmosphäre präsentieren solle.

## Diskografie
- 2003: Stardance (Album, Nulll Records, NULLL 012)
- 2004: Aeon E (Album, Nulll Records, NULLL 023)
- 2004: Funeral In The Void (Album, Nulll Records, NULLL 026)
- 2007: Buried in the Void (Album, Nulll Records, NULLL 032)